# Lay (Pyrénées-Atlantiques)
Pour les articles homonymes, voir Lay.
Lay est une ancienne commune française du département des Pyrénées-Atlantiques. Le 18 avril 1842, la commune fusionne avec Lamidou pour former la nouvelle commune de Lay-Lamidou.

## Géographie
Lay est situé à cinq kilomètres au sud-est de Navarrenx.

## Toponymie
Le toponyme Lay est mentionné dès 1205 (titres de Bérérenx),  et apparaît sous la forme 
Sent-Pee de Lay (1412, notaires de Navarrenx).

## Histoire
Paul Raymond note que Lay comptait une abbaye laïque, vassale de la vicomté de Béarn.
En 1385, Lay comptait 24 feux et dépendait du bailliage de Navarrenx.

## Démographie
| 1793 | 1800 | 1806 | 1821 | 1831 | 1836 |
| ---- | ---- | ---- | ---- | ---- | ---- |
| 254  | 266  | 314  | 249  | 173  | 253  |

## Pour approfondir